# Kurov
Kurov est un village de Slovaquie situé dans la région de Prešov.

## Histoire
Première mention écrite du village en 1332.

## Démographie

### Évolution de la population
| Année:               | 1994. | 2004.   | 2014.   | 2024.    |
| -------------------- | ----- | ------- | ------- | -------- |
| Nombre de personnes: | 552   | 559     | 612     | 727      |
| Différence:          |       | +1,26 % | +9,48 % | +18,79 % |

| Année:               | 2023. | 2024.   |
| -------------------- | ----- | ------- |
| Nombre de personnes: | 729   | 727     |
| Différence:          |       | -0,27 % |